# Idaea rubellata
Idaea rubellata là một loài bướm đêm trong họ Geometridae.